# Sithon kiana
Sithon kiana är en fjärilsart som beskrevs av Grose-smith 1889. Sithon kiana ingår i släktet Sithon och familjen juvelvingar. Inga underarter finns listade i Catalogue of Life.